# 1 korona Protektoratu Czech i Moraw
1 korona (cz. 1 koruna) – moneta obiegowa Protektoratu Czech i Moraw o nominale 1 korony wyemitowana w 1941 roku a wycofana z obiegu z końcem roku 1951. Wzór monety został zaprojektowany przez Jaroslava Edera oraz Otakara Španiela.

## Wzór
W centralnej części awersu umieszczono pochodzące z małego herbu Protektoratu Czech i Moraw godło – heraldycznego wspiętego koronowanego lwa o podwójnym ogonie. Wzdłuż krawędzi przewidziano dwuczłonową legendą z nazwą kraju. W górnej zapisanej wewnętrznie części znalazła się inskrypcja w języku niemieckim „BÖHMEN UND MÄHREN”. W części dolnej, zapisanej zewnętrznie, umieszczono czeski napis „ČECHY A MORAVA”. Oba fragmenty legendy rozdzielono ozdobnymi elementami w kształcie krzyżyków złożonych z pięciu krążków.
Rewers monety przedstawiał dwie skierowane ku dołowi i krzyżujące się pośrodku, ukwiecone gałązki lipowe. Powyżej znalazła się duża cyfra arabska odpowiadająca nominałowi, u dołu zaś mniejszy, zapisany wzdłuż krawędzi monety rok bicia.

## Nakład
Podstawą emisji monet o nominale 1 korony było rozporządzenie ministra finansów Protektoratu z 20 listopada 1941 r. Określono w nim zarówno ich wzór, jak i cechy fizyczne. Bito je z cynkowych krążków o masie 4,5 g (z 1 kg surowca wytwarzano 222 sztuki). Gotowe monety miały 23 mm średnicy i ząbkowany rant. Łącznie w latach 1941–1944 wyprodukowano ich blisko 103 mln sztuk. Bito w je w przedsiębiorstwie Vichr a spol. w Lysej nad Labem. Autorem awersu był Jaroslav Eder, rewersu zaś Otakar Španiel, projektant większości przedwojennych monet czechosłowackich.
Pięćdziesięciohalerzówki wprowadzono do obiegu w dniu publikacji rozporządzenia w dzienniku ustaw, to jest 15 grudnia 1941 r. Była to ostatnia moneta wydana w dobie Protektoratu, co wynikało z faktu, że w 1940 roku władze czesko-morawskie emitowały tymczasowe banknoty państwowe (státovky) o nominale 1 korony. Monety wycofano z obiegu 31 grudnia 1951 r. już w państwie czechosłowackim, po tym, jak w 1946 a następnie w 1950 zarządzono ponowną emisję przedwojennych monet o tym samym nominale – odpowiednio w mosiądzu i aluminium.